# Goldbrust-Nektarvogel
Der Goldbrust-Nektarvogel (Anthobaphes violacea) ist ein im Südwesten von Südafrika endemischer Nektarvogel. Er ist der einzige Vertreter der Gattung Anthobaphes.

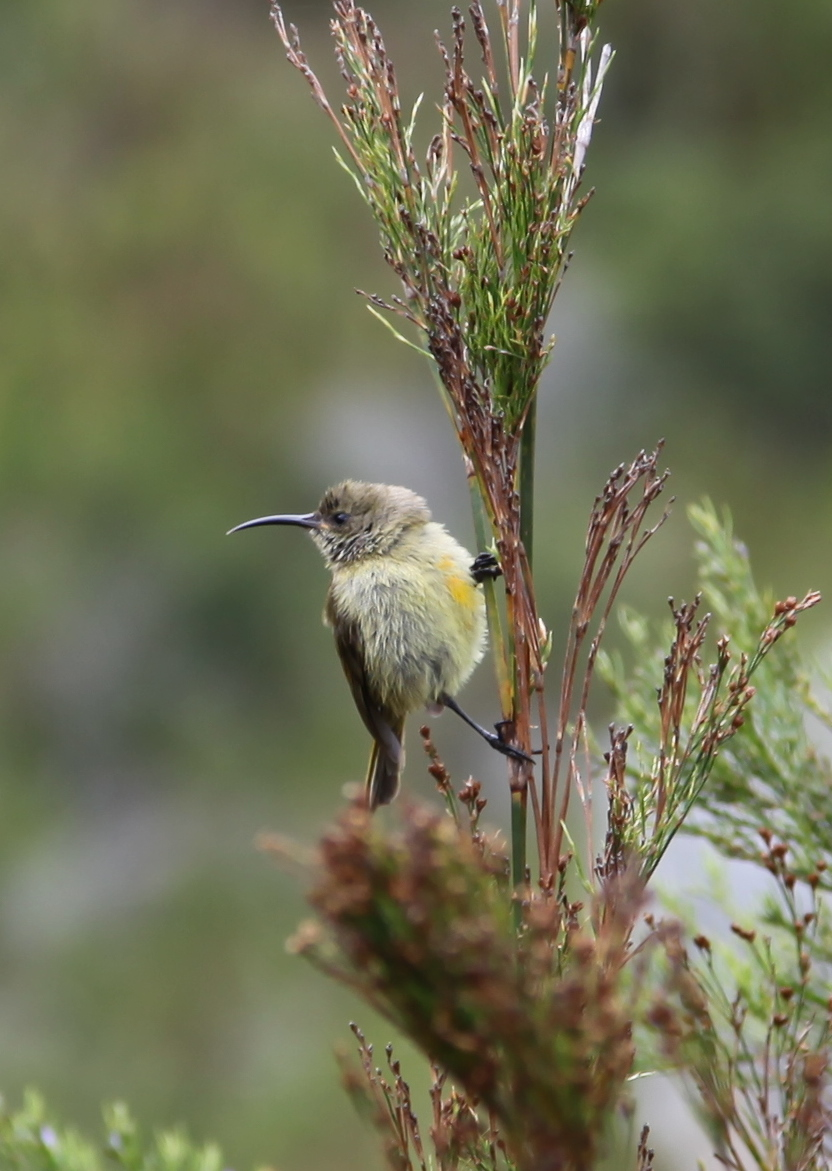
Weibchen des Goldbrust-Nektarvogels

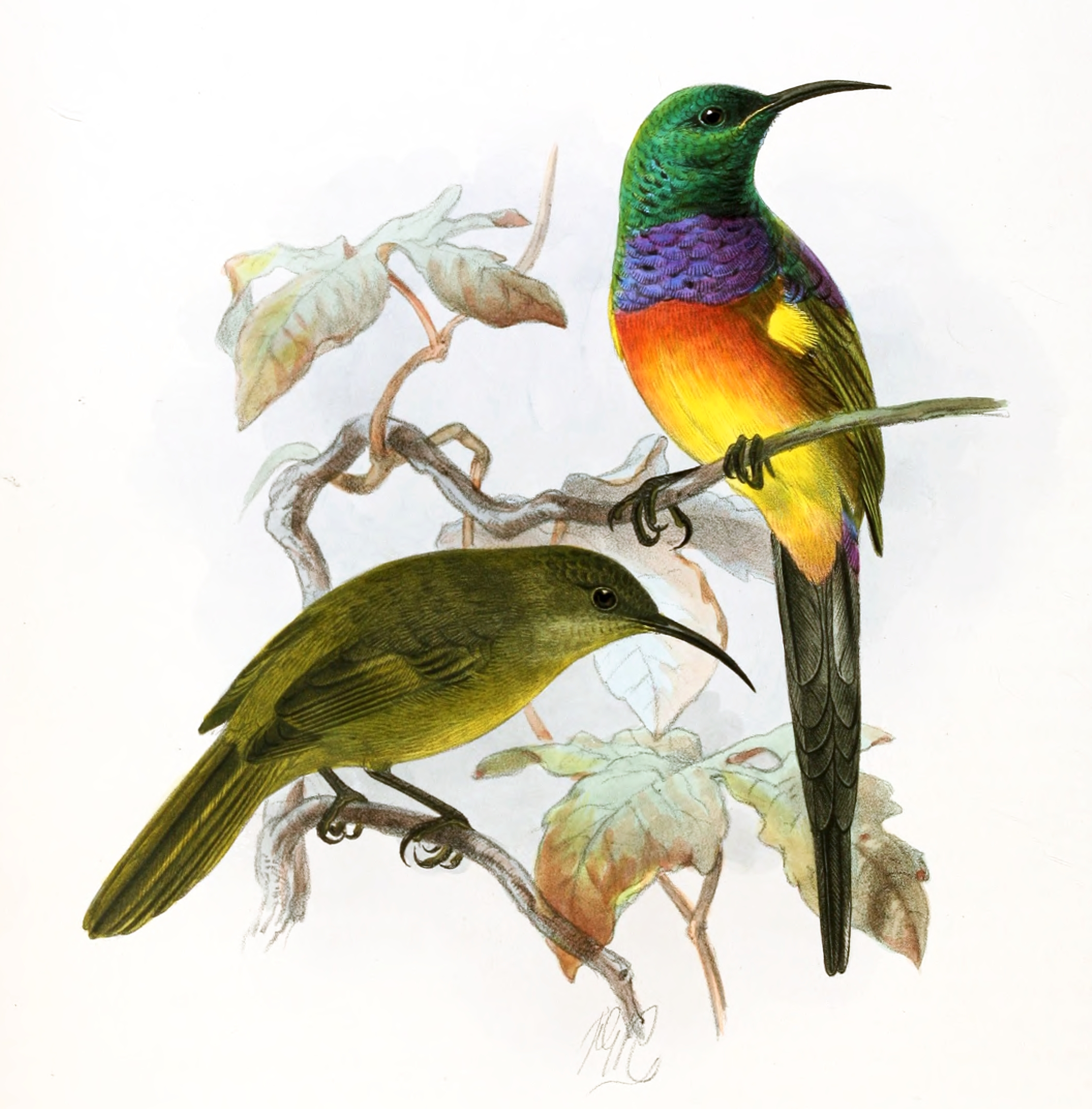
Weibchen und Männchen des Goldbrust-Nektarvogels

## Beschreibung
Goldbrust-Nektarvögel werden bis 17 cm lang und ungefähr 13 g schwer. Der Schnabel ist wie bei anderen Nektarvögeln lang und gekrümmt, der Schnabel der Männchen ist etwas länger als der der Weibchen. Kopf, Kehle und Mantel der Männchen schimmern metallisch grün, der untere Teil des Rückens und die Flügel sind olivgrün. Der oberste Teil der Brust ist metallisch blau, darunter ist sie leuchtend hellorange. Die Farbe geht auf dem Bauch in ein blasseres Orange oder Gelb über. Schnabel, Beine und Füße sind schwarz, die Augen dunkelbraun. Der Schwanz ist lang und schwärzlich. Die mittleren Schwanzfedern sind deutlich verlängert und überragen die anderen.
Das Weibchen hat eine olivgrünlich-graue Oberseite und eine olivgelbliche Unterseite. Auch beim Weibchen werden die Farben zum Bauch hin blasser. Die Flügel und der Schwanz sind schwärzlich.
Die Juvenilformen ähneln den Weibchen.

## Verbreitung
Aufgrund seiner Ernährungsweise ist der Goldbrust-Nektarvogel an das Vorkommen bestimmter Protea-Arten im Fynbos-Biom des südafrikanischen Westkaps gebunden und kommt daher nur dort vor, ist in diesem Gebiet aber nicht selten.

## Ökologie

### Ernährung
Mit seinem gekrümmten Schnabel saugt der Goldbrust-Nektarvogel Nektar aus den Blüten vor allem von Ericas und Proteas. Seine Haupt-Nahrungsquelle ist die Königs-Protea, er besucht aber auch andere Arten. Die Blüten der Proteas werden dabei von den Vögeln bestäubt. Er erbeutet auch kleinere Insekten und Spinnen, die er oft im Flug ergreift.

### Fortpflanzung
Die Männchen besetzen während der Brutsaison Reviere und verteidigen sie aggressiv gegen Eindringlinge. Der Goldbrust-Nektarvogel brütet von Februar bis November, Hauptsaison ist Mai bis August, wenn der Fynbos blüht. Das Nest, das hauptsächlich vom Weibchen gebaut wird, ist eiförmig mit einem seitlichen oberen Eingang. Es besteht aus faserigem Pflanzenmaterial, dünnen Zweigen und Gras. Die Einzelteile werden mit Spinnweben verbunden. Es wird mit Protea-Flaum ausgekleidet und gepolstert.
Normalerweise besteht das Gelege aus zwei Eiern und wird nur vom Weibchen bebrütet. Die Küken schlüpfen nach etwa 14 Tagen. Sie werden von beiden Elternteilen versorgt und mit Insekten und Spinnen gefüttert.
Der Goldbrust-Nektarvogel ein Höhenmigrant, der sich im Sommer auf der Suche nach Blüten in höhere Lagen bewegt. Er ist außerhalb der Brutsaison gesellig und bildet Schwärme von bis zu 100 Tieren.
Trotz des kleinen Verbreitungsgebietes ist die genetische Variabilität bei Goldbrust-Nektarvögeln höher als bei anderen Nektarvögeln, die weiter verbreitet sind. Der Grund könnte sein, dass der Fynbos immer wieder von Feuern heimgesucht wird und die Vögel daher eine hohe Anpassungsfähigkeit an sich verändernde Umweltbedingungen haben müssen.

## Status
Die Art wird derzeit von der IUCN als nicht gefährdet (Least Concern) eingestuft. Die Bestände sind aber abnehmend und können durch Zersiedelung, Landwirtschaft und Fynbos-Brände weiter beeinträchtigt werden.